# Dave King (Eishockeytrainer)
W. David King (* 22. Dezember 1947 in North Battleford, Saskatchewan) ist ein kanadischer Eishockeytrainer, der zuletzt Lokomotive Jaroslawl in der Kontinentalen Hockey-Liga trainierte. 

## Trainer
King trainierte ab 1972 Universitäts- und Juniorenmannschaften in der Western Hockey League. 1982 führte er die kanadische Juniorennationalmannschaft zum Weltmeistertitel. Von 1983 bis 1992 trainierte er die kanadische Seniorennationalmannschaft und gewann mit ihr 1987 den Iswestija Cup und Silbermedaillen bei den Weltmeisterschaften 1989 und 1991 sowie bei den Olympischen Spielen 1992 in Albertville. Anschließend wechselte er in die NHL und trainierte bis 1995 die Calgary Flames. Von 1997 bis 1999 war er Assistenztrainer bei den Montreal Canadiens, ehe er von 2000 bis 2003 bei den neu gegründeten Columbus Blue Jackets wieder die Hauptverantwortung trug.
Danach wechselte King das erste Mal in die Deutsche Eishockey Liga, in der auch sein Sohn Scott King spielte, und war bis 2005 bei den Hamburg Freezers tätig. 2005/06 trainierte er HK Metallurg Magnitogorsk in der russischen Superliga und konnte 2005 den Spengler Cup gewinnen. Für ihn war es der dritte Gewinn, nachdem dies zuvor bereits zweimal mit Team Canada gelungen war. Nach einem Zwischenspiel bei den schwedischen Malmö Redhawks war King ab Dezember 2007 wieder in Deutschland bei den Adlern Mannheim in der DEL tätig, wo er Greg Poss ablöste. Am 28. Februar 2009 wurde er von seinem Traineramt entbunden. Zur Saison 2009/10 übernahm King das Amt des Assistenztrainers bei den Phoenix Coyotes und agierte als solcher bis zum Ende der folgenden Saison. Anschließend gehörte er als Development Coach dem erweiterten Trainerstab der Coyotes an.
Im Februar 2014 wurde er Cheftrainer bei Lokomotive Jaroslawl, nachdem Pjotr Worobjow aus gesundheitlichen Gründen zurückgetreten war und betreute das Team bis zum Saisonende.
Im Vorlauf der Saison 2014/15 kehrte King in einer Beraterfunktion (Senior Advisor to Coaching Staff) zu den Coyotes zurück, die sich inzwischen in Arizona Coyotes umbenannt hatten. Im Oktober 2014 wurde King erneut Cheftrainer bei Jaroslawl, um den entlassenen Mike Schmidt zu ersetzen. Nach Ende der Saison soll King in seine alte Position bei den Coyotes zurückkehren.
Beim Deutschland-Cup 2016 fungierte King als Cheftrainer der kanadischen Auswahl. Als Co-Trainer der kanadischen Auswahl trug er im Dezember 2016 zum Gewinn des Spengler Cups bei. Im Dezember 2017 war er beim abermaligen kanadischen Triumph beim Spengler Cup wiederum als Co-Trainer dabei.

## Erfolge und Auszeichnungen
- 1978 Dunc McCallum Memorial Trophy (gemeinsam mit Jack Shupe)
- 1982 Bronzemedaille bei der Weltmeisterschaft
- 1983 Bronzemedaille bei der Weltmeisterschaft
- 2013 Order of Hockey in Canada

## Ehrungen
Dave King wurde 1992 mit dem Order of Canada ausgezeichnet. 1997 wurde er in die kanadische und 2001 in die IIHF Hall of Fame aufgenommen.

## Veröffentlichungen
Im Herbst 2007 erschien das Buch King of Russia: A Year in the Russian Super League geschrieben von Dave King und Eric Duhatschek. In dem Buch beschreibt King seine Erfahrungen als Trainer in der russischen Superliga bei HK Metallurg Magnitogorsk.
- Dave King und Eric Duhatschek: King of Russia: A Year in the Russian Super League. Mcclelland & Stewart, 2007, ISBN 978-0771029127.